# متال-بانکا
متال-بانکا (صربی: Металс-банка) شرکت خدمات مالی و بانکداری صربستانی است، که در سال ۱۹۹۰ تأسیس شد.